# Fazan (joc)
Fazan (câteodată scris și FAZAN) este un joc de cuvinte de abilitate mintală pentru doi sau mai mulți jucători.

## Descriere
La începutul jocului, primul jucător spune cu glas tare „A!” și parcurge, în gând, alfabetul, reluându-l de la început dacă e nevoie. Al doilea jucător îl întrerupe după un timp iar primul jucător anunță litera la care a ajuns în acel moment și spune un cuvânt care începe cu litera respectivă. Un jucător are dreptul sa găsească un cuvânt în 5 secunde
Jocul continuă prin numirea, pe rând, de către jucători, a unui cuvânt care să înceapă cu ultimele două litere ale cuvântului rostit de jucătorul precedent. Când un jucător nu poate găsi un asemenea cuvânt, este închis sau încuiat și, ori el însuși, ori jucătorul următor, începe iar jocul spunând alfabetul.
De fiecare dată când un jucător este închis, acesta primește, pe rând, câte o literă din cuvântul Fazan. Jucătorul închis o singură dată „este F”, cel închis de două ori „este Fa” ș.a.m.d. până la Fazan, moment în care jucătorul este considerat învins. Jocul continuă până sunt învinși toți jucătorii în afară de unul, care este declarat învingător.

## Jucători
Deși se poate juca cu un număr oricât de mare de jucători, Fazan se joacă cel mai des în doi. Datorită cunoștințelor de vocabular și ortografie necesare pentru a fi un jucător bun, se joacă adesea cu copii de școală pentru a le întări cunoștințele, fiind deseori considerat un joc tipic al copilăriei. Totuși, fiindcă este un joc comparativ simplu și se poate juca fără hârtie și creion sau alte mijloace tehnice, este la fel de răspândit și la tineri, de pildă ca un mijloc de înviorare a atmosferei în timpul unei călătorii de durată.

## Reguli
Nu există un ansamblu universal de reguli pentru Fazan. De cele mai multe ori jucătorii hotărăsc de comun acord ce fel de cuvinte sunt admise. Cel mai des se exclud numele proprii și formele flexionare ale cuvintelor, fiind permisă numai forma de dicționar. Repetiția unui cuvânt deja folosit, fie de către jucător însuși, fie de către orice alt jucător, este de asemenea frecvent interzisă. Nepermise sunt și cuvintele alcătuite din doar două litere, considerate prea scurte sau onomatopeele.

## Scopul jocului
Scopul imediat al jocului este închiderea adversarilor. Căutarea unor cuvinte „închizătoare”, deci cu ale căror ultime două litere nu începe niciun cuvânt permis, este deci o mare parte a strategiei de joc. Ele pot fi folosite direct pentru a îl încuia pe jucătorul care urmează sau poate fi ales un cuvânt care permite jucătorului care urmează să folosească la rândul lui un cuvânt închizător. La jocul în doi este de aceea o strategie bună să se evite aceste cuvinte.
Închiderea unui jucător este, de obicei, nepermisă în prima rundă a jocului (până când jucătorul care a început ajunge iarăși la rând).

## Variante
O variantă a jocului presupune că literele cu diacritice ă, â, î, ș și ț sunt „înrudite” sau „prietene” cu litera din care derivă (a, i, s, t), permițând unui jucător să aleagă litera mai convenabilă în formarea unui cuvânt. De exemplu, dacă cuvântul precedent a fost nașă, acestă regulă dă posibilitatea jucătorului aflat la rând să aleagă un cuvânt care începe cu sa, șa, să sau șă.

## Ntur
Una dintre cele mai comune terminații care închid este „nt“. Recent, cuvântul „ntur“ a căpătat popularitate pentru a-ți permite să continui jocul după terminația "nt".  Cuvântul a apărut în Dicționarul de arhaisme și regionalisme scris de Gh. Bulgăr și Gh. Constantinescu Dobridor  și apare de asemenea în Micul dicționar academic, publicat de Institutul de Lingvistică al Academiei Române.  Acesta apare, prin urmare, des în topul celor mai căutate cuvinte din dicționarul online Dexonline.  Unii jucători îl permit în jocurile lor, în timp ce alții nu îl consideră valid.
1. ↑  I, A. (29 noiembrie 2018). „Singurul cuvânt care te scoate din "Fazan" când adversarul ţi-a zis "Restaurant"!”. WOWBiz. Accesat în 18 iunie 2025.
2. ↑  BZI, Redacția (7 ianuarie 2025). „Există mai multe cuvinte care încep cu „nt" în limba română? Iată ce scrie în Dicționarul explicativ al limbii române”. BZI.ro. Accesat în 18 iunie 2025.
3. ↑  „Singurul cuvânt din limba română care începe cu „nt". Doar așa ai fi putut câștiga la Fazan, jocul copilăriei”. click.ro. 15 august 2024. Accesat în 18 iunie 2025.
4. ↑  Bulgăr, Constantinescu-Dobridor, Gh. (2002). Dicționar de arhaisme și regionalisme [Dictionary of archaisms and regionalisms] (în Romanian). Bucharest: Editura Saeculum Vizual. ISBN 9789736424212.
5. ↑  Micul dicționar academic [The little academic dictionary] (în Romanian). Editura Univers Enciclopedic. 2010. ISBN 9786068162263.
6. ↑   „„Nimfomanie" și „ntur", printre cele mai căutate cuvinte în dicționarul online. Ce curiozități lingvistice au avut românii în 2023”. 1 ianuarie 2024.